# Ростокская ратуша

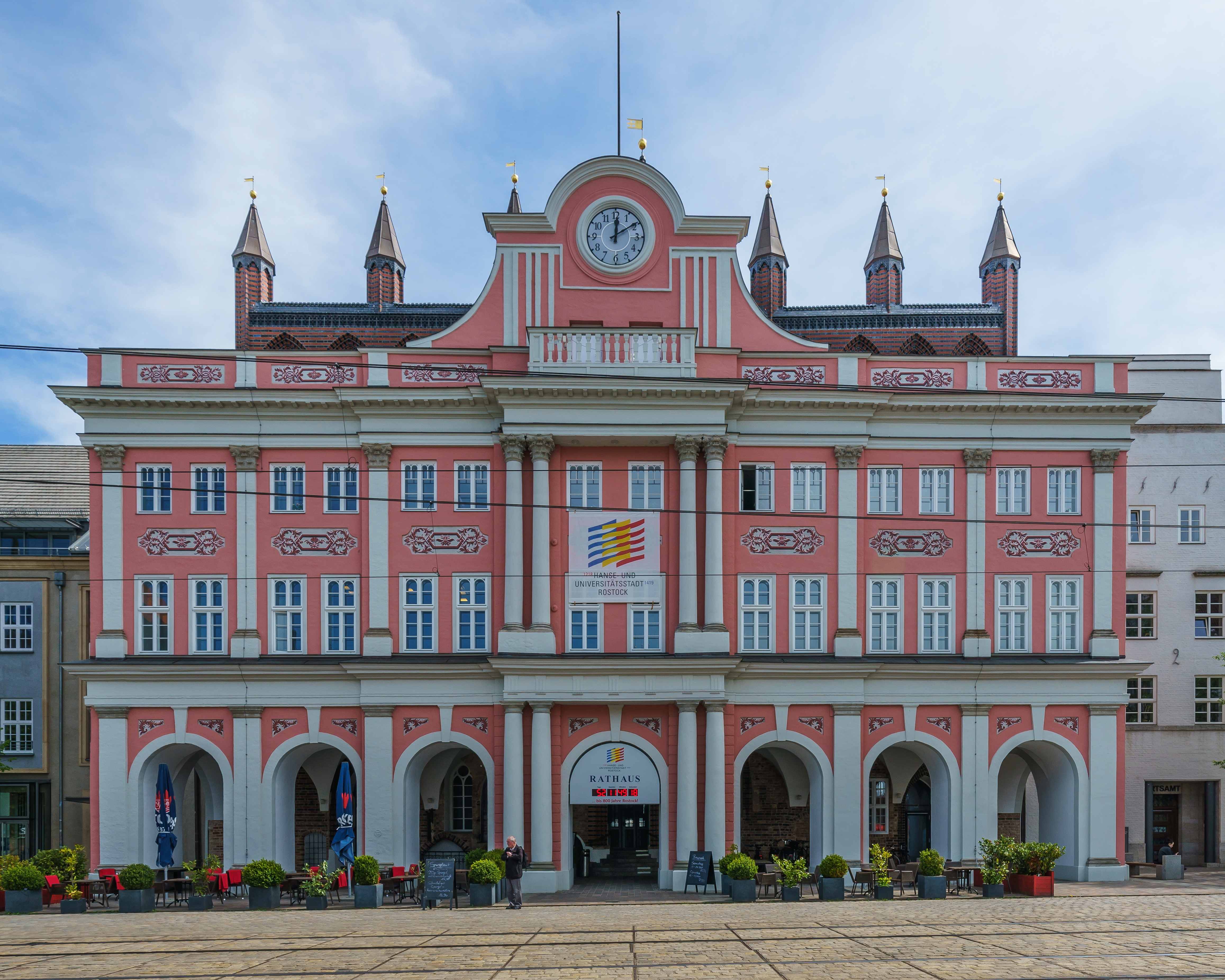

Ростокская ратуша (нем. Rostocker Rathaus) — ратуша в городе Росток (Мекленбург-Передняя Померания). Вместе со Старым и Новым рынками, Рыночной площадью и ганзейскими церквями (Святой Марии, Святого Петра и Святого Николая) является главной достопримечательностью Старого города.
Здание ратуши — одно из трёх строений, чья история ведёт в начало XIII века. Это старейшее светское здание Ростока, его строительство датируется 1218 годом. Ратуша представляет собой образец кирпичной готики. Стиль ратуши в Ростоке напоминает стиль ратуш Любека и Штральзунда.
В 1720-е гг. фасад ратуши был перестроен в стиле барокко. В 1998 году у колонны была поставлена статуя змеи, символизирующей мудрость, но в то же время и двойственную натуру, намекая на политику мэрии. Статуя была украдена, а новая прикреплена к колонне.